# Lunin mrk novembra 2020
| Polsenčni lunin mrk 30. november 2020                                  | Polsenčni lunin mrk 30. november 2020 |
| ---------------------------------------------------------------------- | ------------------------------------- |
| Luna se bo med prehodom Zemljine južne polsence komaj opazno zatemnila |                                       |
| Saros (in član)                                                        | 116 (58 od 73)                        |
| Trajanje (hr:mn:sc)                                                    |                                       |
| Polsenčni                                                              | 4:20:59                               |
| Stiki                                                                  |                                       |
| P1                                                                     | 7:32:21 UTC                           |
| Največji                                                               | 9:42:49                               |
| P4                                                                     | 11:53:20                              |

30. novembra 2020 se bo zgodil polsenčni lunin mrk.

## Vidnost
|                    |
| Zemljevid vidnosti |

## Povezani mrki

### Mrki leta 2020
- Polsenčni lunin mrk 10. januarja.
- Polsenčni lunin mrk 5. junija.
- Kolobarjasti sončev mrk 21. junija.
- Polsenčni lunin mrk 5. julija.
- Polsenčni lunin mrk 30. novembra.
- Popolni sončev mrk 14. decembra.

### Serije lunarnega leta
| Lunini mrki 2020-2023 | Lunini mrki 2020-2023 | Lunini mrki 2020-2023 | Lunini mrki 2020-2023 | Lunini mrki 2020-2023 | Lunini mrki 2020-2023 | Lunini mrki 2020-2023 | Lunini mrki 2020-2023 | Lunini mrki 2020-2023 |
| --------------------- | --------------------- | --------------------- | --------------------- | --------------------- | --------------------- | --------------------- | --------------------- | --------------------- |
| Padni vozel           | Padni vozel           | Padni vozel           | Padni vozel           |                       | Dvižni vozel          | Dvižni vozel          | Dvižni vozel          | Dvižni vozel          |
| Saros                 | Datum                 | Prikaz                | Gama                  | Saros                 | Datum                 | Prikaz                | Gama                  |                       |
| 111                   | 5. jun 2020           | Polsenčni             | 1,24063               | 116                   | 30. nov 2020          | Polsenčni             | -1,13094              |                       |
| 121                   | 26. maj 2021          | Popolni               | 0,47741               | 126                   | 19. nov 2021          | Delni                 | -0,45525              |                       |
| 131                   | 16. maj 2022          | Popolni               | -0,25324              | 136                   | 8. nov 2022           | Popolni               | 0,25703               |                       |
| 141                   | 5. maj 2023           | Polsenčni             | -1,03495              | 146                   | 28. okt 2023          | Delni                 | 0,94716               |                       |
|                       |                       |                       |                       |                       |                       |                       |                       |                       |
| Zadnja serija         | 10. jan 2020          | 10. jan 2020          | 10. jan 2020          | Zadnja serija         | 5. jul 2020           | 5. jul 2020           | 5. jul 2020           |                       |
|                       |                       |                       |                       |                       |                       |                       |                       |                       |
| Naslednja serija      | 18. sep 2024          | 18. sep 2024          | 18. sep 2024          | Naslednja serija      | 25. mar 2024          | 25. mar 2024          | 25. mar 2024          |                       |

### Saroške serije
Mrk je del 116. sarosa.

### Polovični saroški cikel
Obstajata dva sončeva mrka, ki bosta pred in za tem mrkom oddaljena natanko 9 let in 5,5 dni (polovični saros). Ta lunin mrk je povezan z dvema delnima sončevima mrkoma iz 123. sončevega sarosa.
| 25. november 2011 | 5. december 2029 |
| ----------------- | ---------------- |
|                   |                  |